# 王国会館

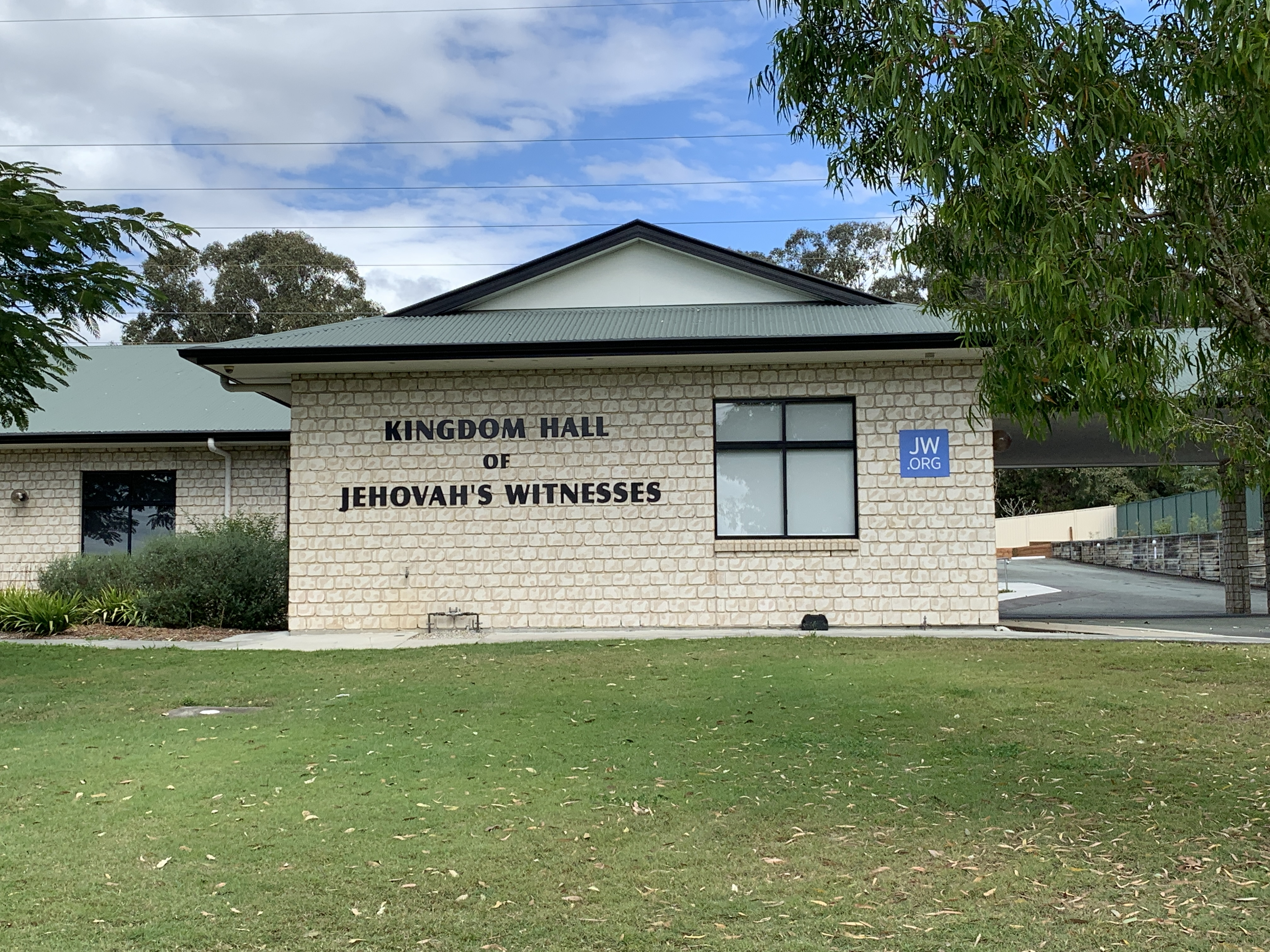
オーストラリア、クイーンズランド州ウィラウォンの王国会館

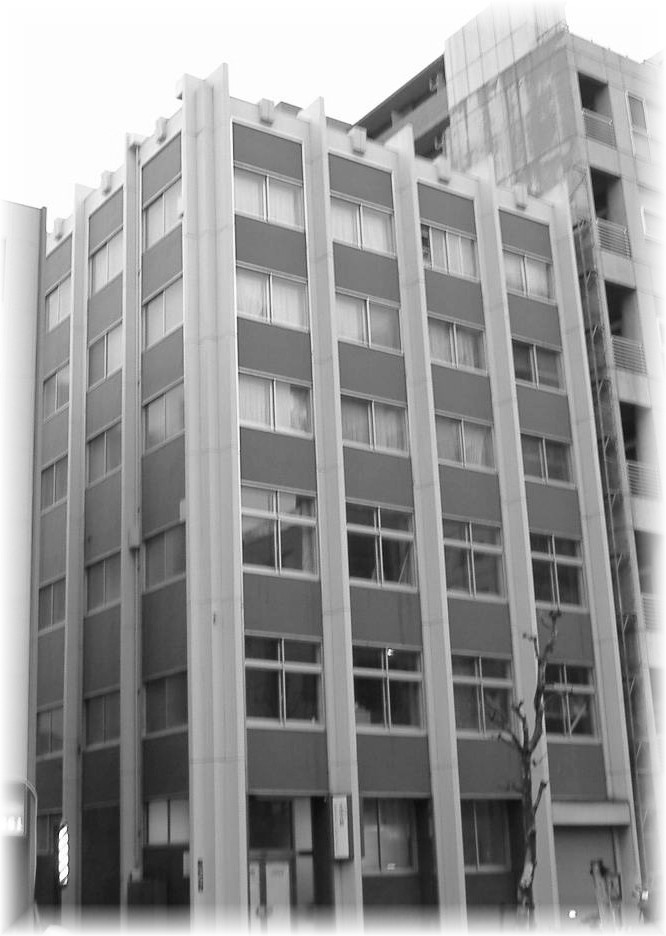
三田宣教者の家 - 戦後のエホバの証人の「日本支部事務所」兼「宣教者の宿泊施設」として利用され、王国会館としての機能も果たした。終戦直後のまだ地価が低かった時代に、米国本部が宣教の拠点とするために桜田通り（国道1号）沿いのこの場所に土地を取得した。典型的なモダン建築様式である。（東京都港区三田五丁目）

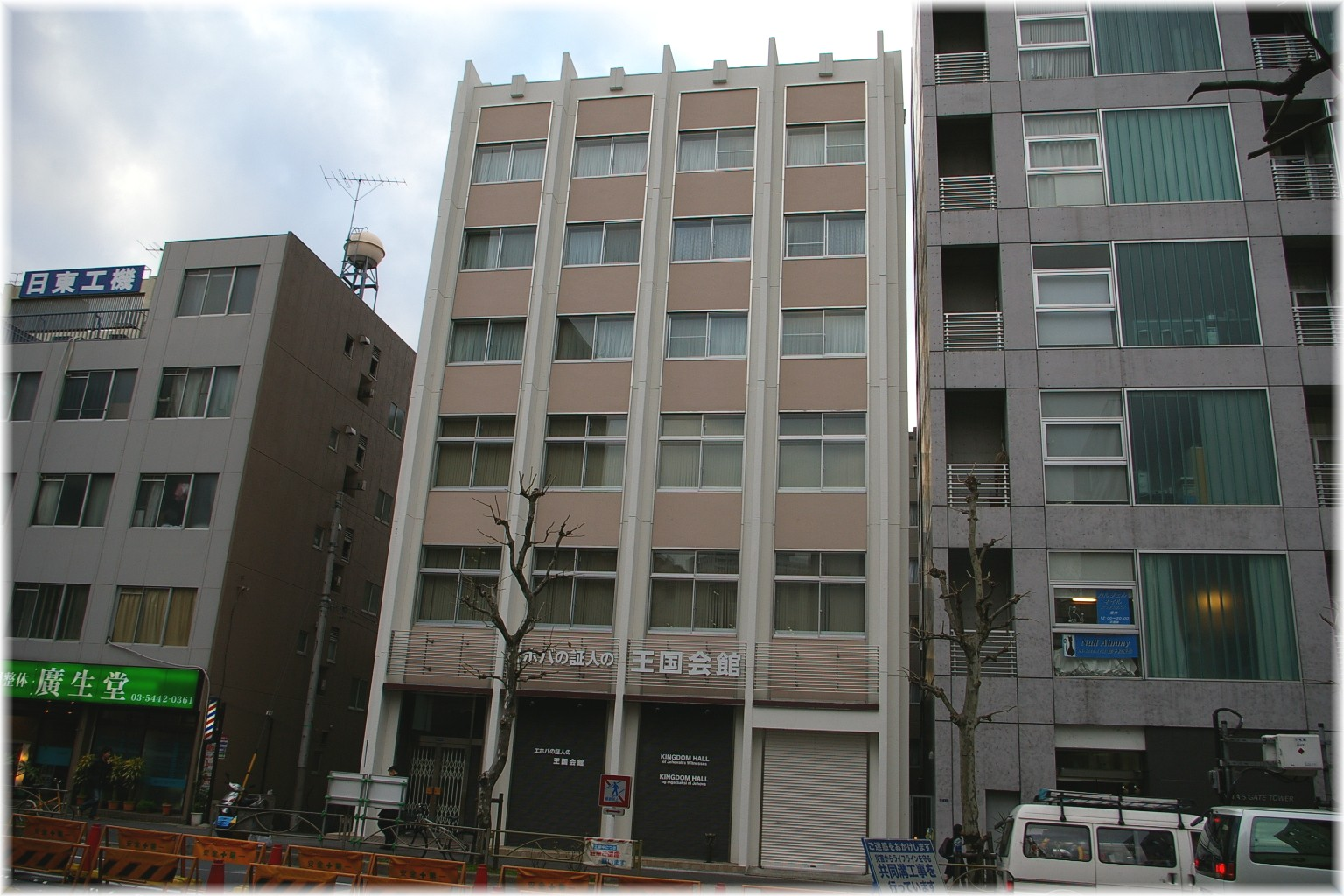
遠景
昭和40年代には周囲には殆どビルがなく、文字通り「ものみの塔」としてあたりを睥睨していたが現在では周囲の高層ビルに挟まれている。

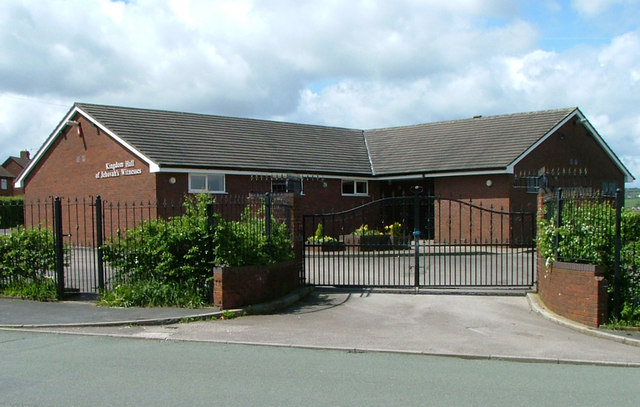
イギリス、ストーク＝オン＝トレント、ビダル
フの王国会館

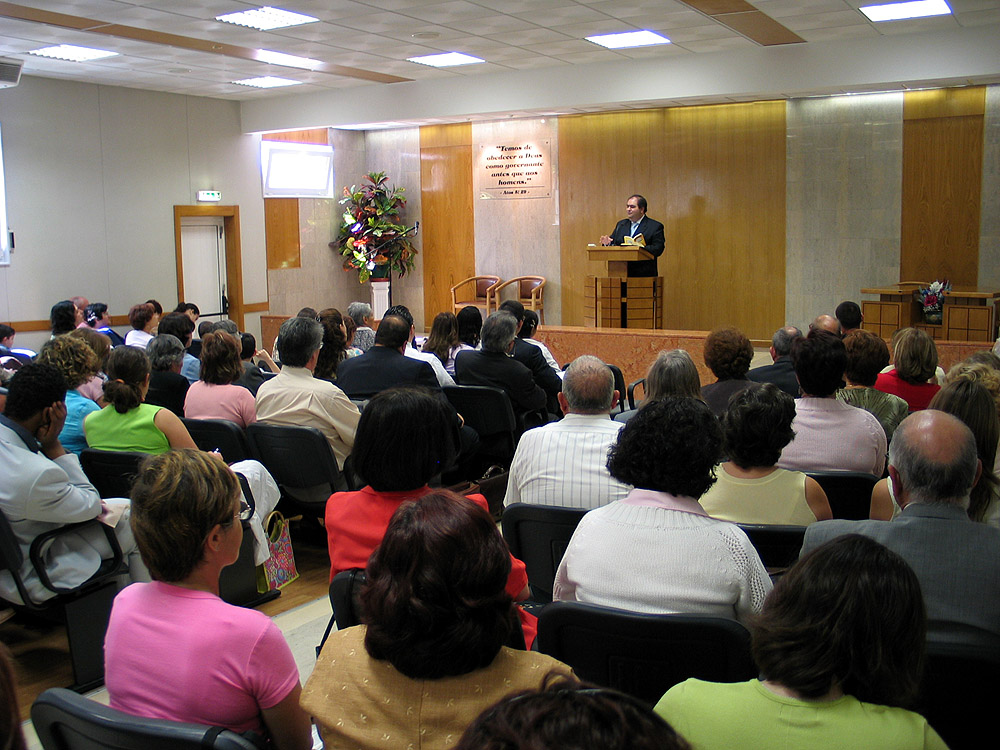
ポルトガルの王国会館での集会

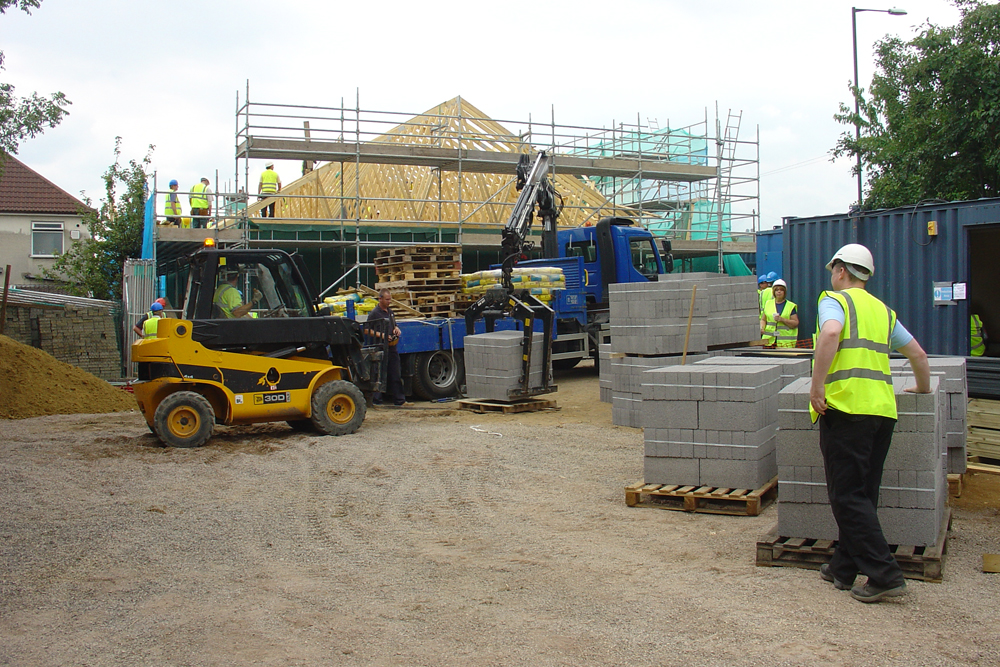
イギリス・ブリストル、ビショップスワースにて建設中の王国会館

王国会館（おうこくかいかん、英語: Kingdom Hall、旧称: 御国会館（みくにかいかん））とは、エホバの証人が集会場所として利用する施設に対して用いる呼称である。この名称は1935年、ものみの塔聖書冊子協会の当時の会長、J・F・ラザフォードによって提唱された。彼らは自ら所有する不動産に対してだけではなく、たとえそれが賃貸物件の「ビルの一室」であったとしてもこの呼称を用いる。

## 主な役割
通常の利用法は、崇拝と聖書の学習、および宣教の訓練のための利用である。
一会衆あたり週に2度、王国会館で集会を開く。週末に開かれる集会では聖書講演と「ものみの塔」誌の研究記事の討議が行われ、会場は一般向けに開放される。他方の集会は平日の夜に開かれ、こちらは宣教の訓練に特化したプログラムが扱われる。これらの集会は賛美歌（王国の歌）と祈りで始まり、終わりも賛美歌と祈りで締めくくる。また、中途でも一度、賛美歌が歌われる。

### 他の用途
かつては、もう一つの集会である「書籍研究」（信者の自宅で開かれる）についても、集会場所の確保が難しいなどの理由から、王国会館が用いられていたこともある。現在はこの名称の集会は廃止されている。
その他、信者の葬儀、結婚式の会場として利用される場合がある。しかし披露宴や信者のレクリエーションの会場としてなど、神の崇拝と関係しない催しでの使用は一切認められていない。

## 特徴
カトリック教会に見られるような、マリア像、イエス像、十字架といったものは偶像とみなされるため、王国会館内にはそれに類するものは設置されない。
建物は大きさやデザインがさまざまであるが、いずれも上記"主な役割"に資するための音響設備他、講演を快適に視聴するための映像設備を通常備えており、機能面を重視した造りとなっているのが普通である。
日本では木造平屋建ての構造のものも多いが、東京などの都市部では土地や建物の確保が難しいため貸しビルのテナントで入っているものもある。また、鉄骨や鉄筋作りの2 - 3階建てのタイプもある。このタイプは2 - 3の会衆（メイン会場が1つ）、多いところでは10以上の会衆（メイン会場が4つ以上）で使用する事例も存在する。
中には、元店舗など異なる用途で使用されていた建物を買い取るなどして、必要な改修を行い、王国会館として使用しているものもある。

## その他
世界のあまり裕福でない国々でも、全世界から集められた前記「世界的な王国会館と大会ホールの建設基金」により、集会所の建設費用が提供されている。
また、王国会館に類似した建物として、「大会ホール」と呼ばれる施設も存在する。こちらは収容人員2000 - 3000名程度であり、巡回区（1巡回区は20前後の会衆で構成される）単位の集会が週末、ほぼ毎週のように執り行われる他、長老や援助奉仕者たちのセミナー会場や、周辺災害時の物資集積の拠点になることもある。
大会ホールは、日本では神奈川県海老名市（日本支部の敷地内）を含め、8箇所（栃木(那須町)、千葉(成田市)、東海(豊橋市)、兵庫(市川町)、関西(甲賀市)、広島(三原市)、福岡(嘉麻市)）に存在する。アメリカでは、建物の老朽化が進んだ歴史的建造物を買い取って修繕し、大会ホールとして用いているスタンレー劇場（w:Stanley Theater (Jersey City)、ニュージャージー州ジャージー・シティ）のような例もある。

### 2019年新型コロナウイルス感染症に伴う影響
中国湖北省武漢市に源を発する新型コロナウイルス感染症の拡大に伴い、世界中で2020年3月頃より王国会館での集会や大会ホールでの大会が中止となっている。このため、主にZoomを用いて集会が行われている。2022年4月1日より、王国会館で直接集まっての集会が再開された。

## ギャラリー

世界各国の王国会館
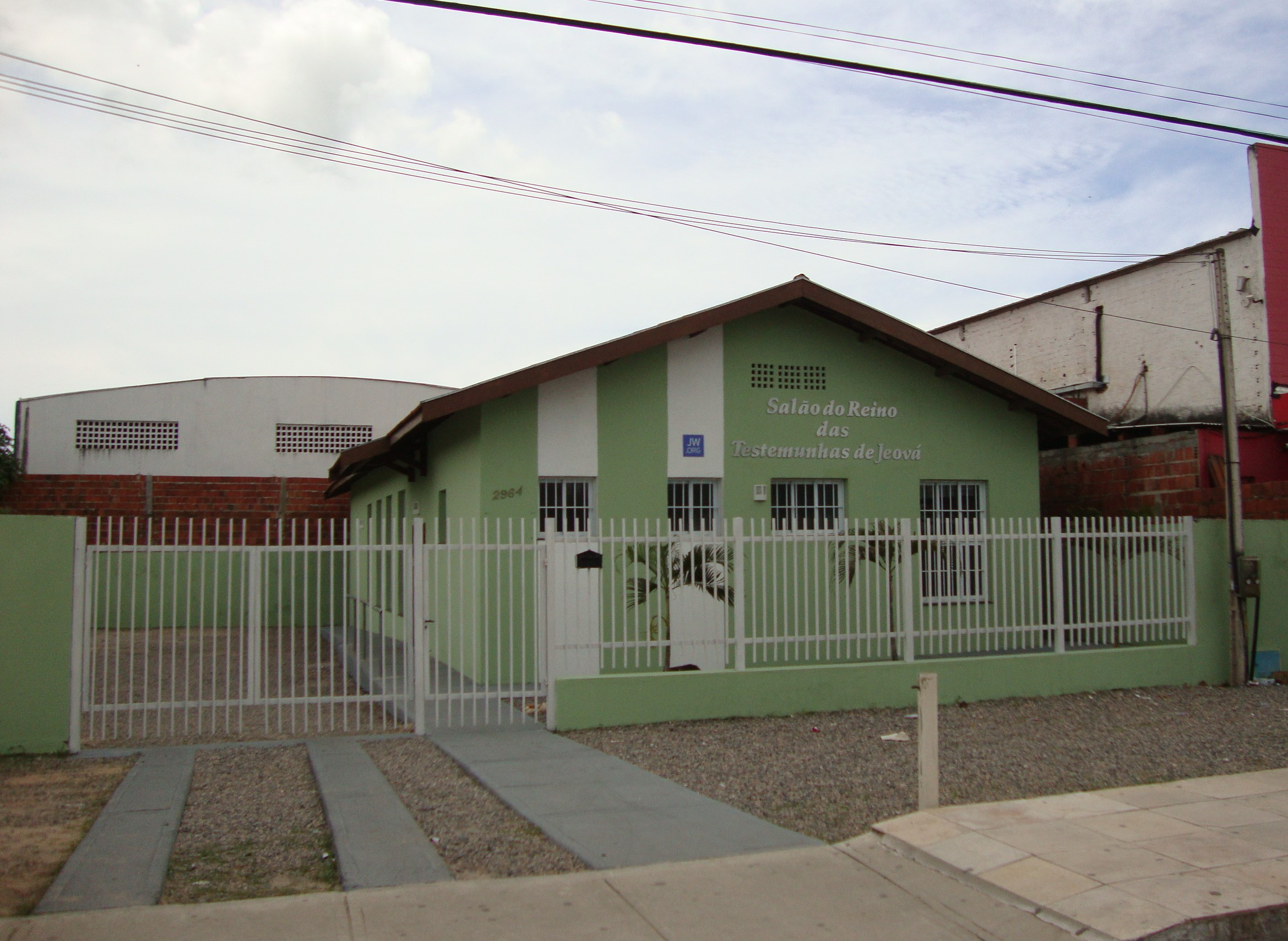
カスカヴェル (ブラジル)
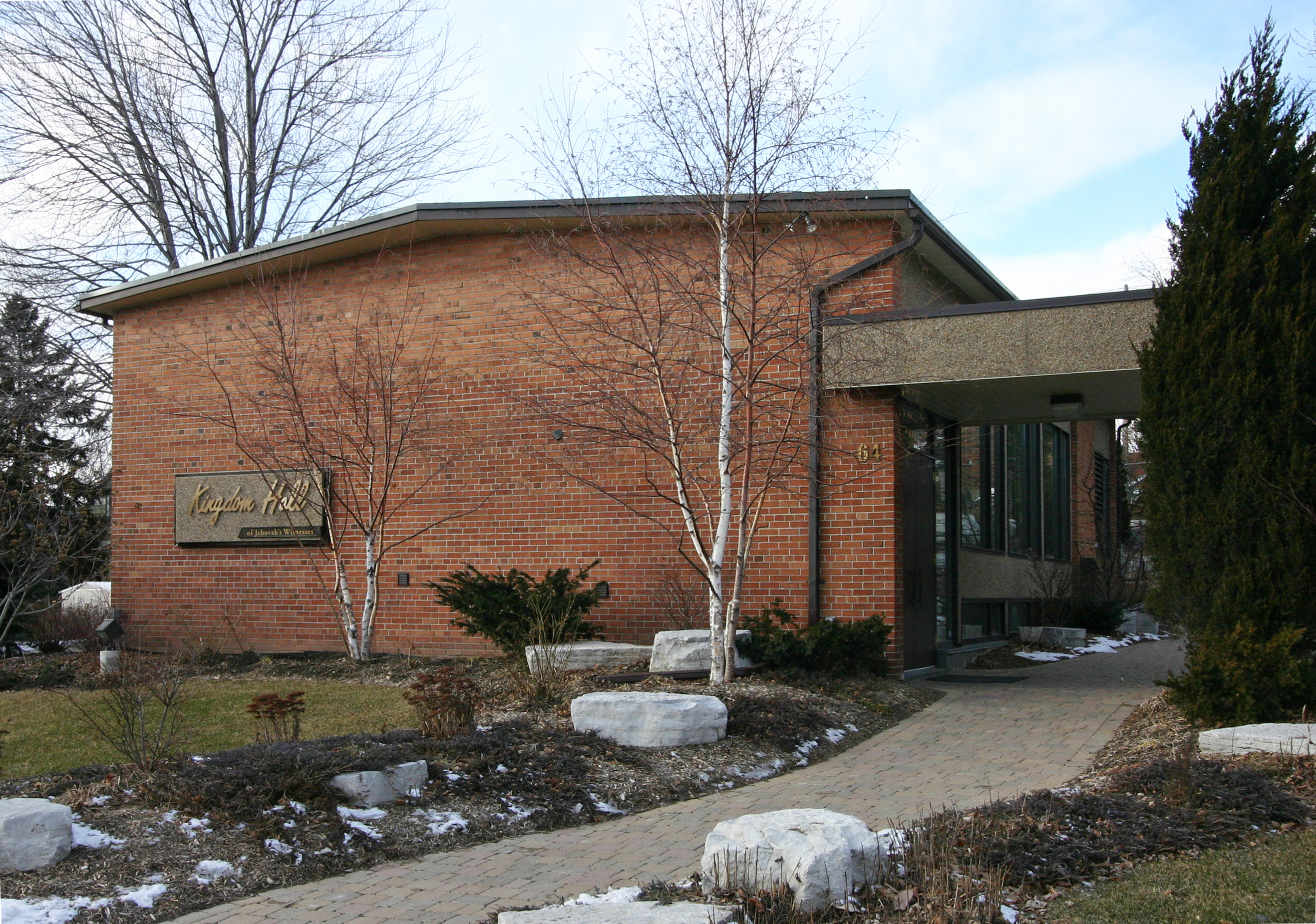
トロント (カナダ)
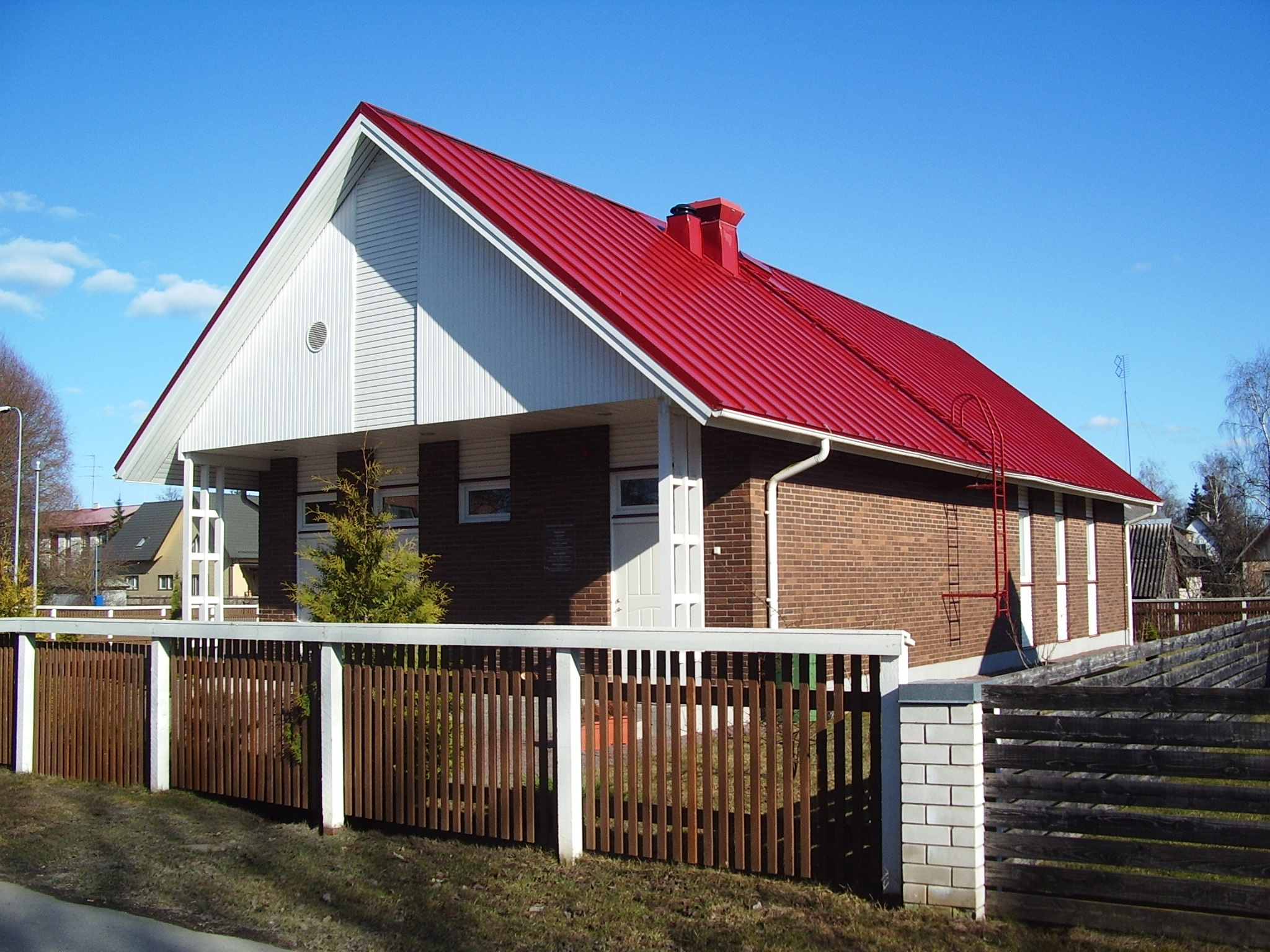
ラプラ (エストニア)
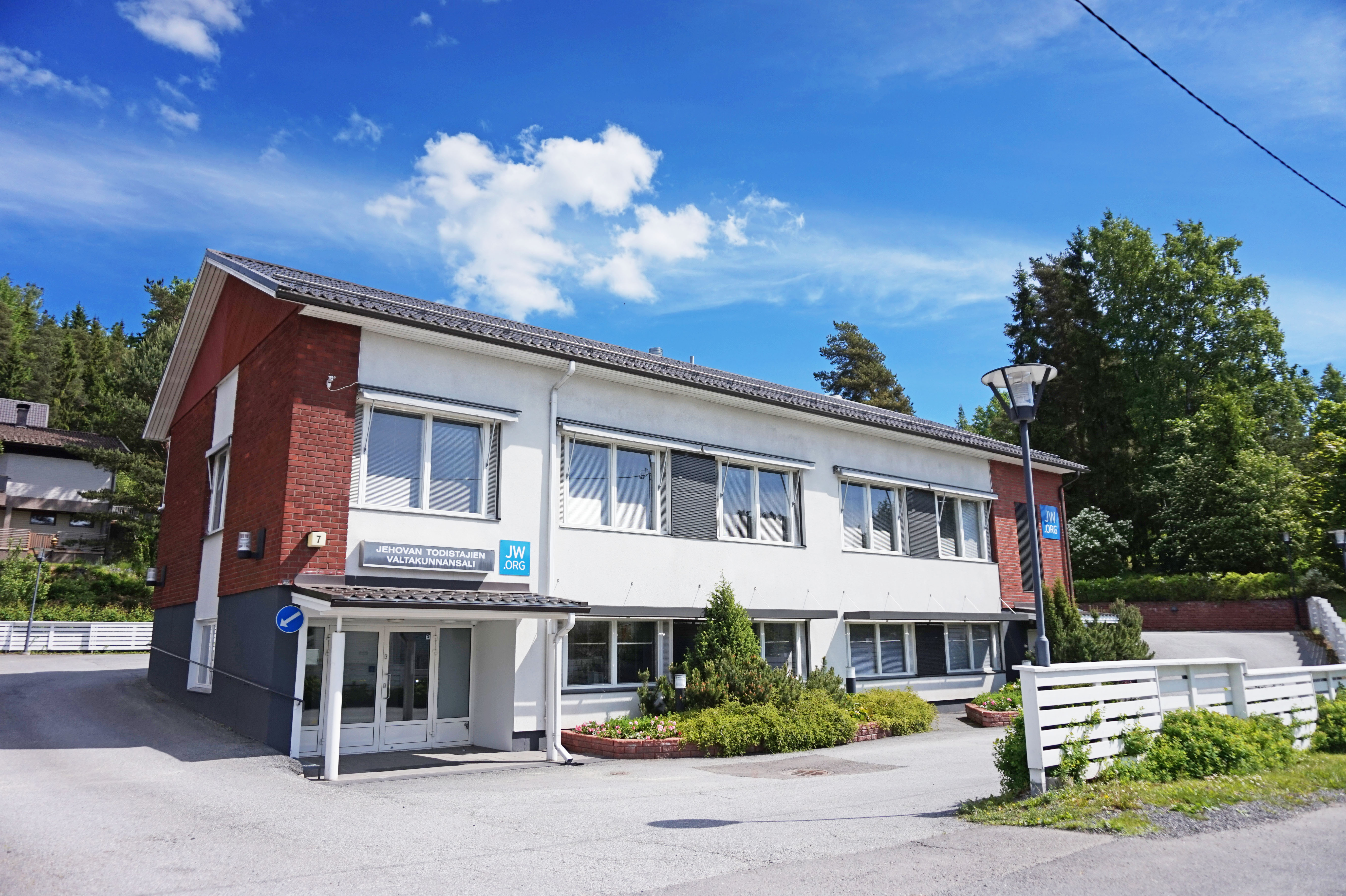
タンペレ (フィンランド)
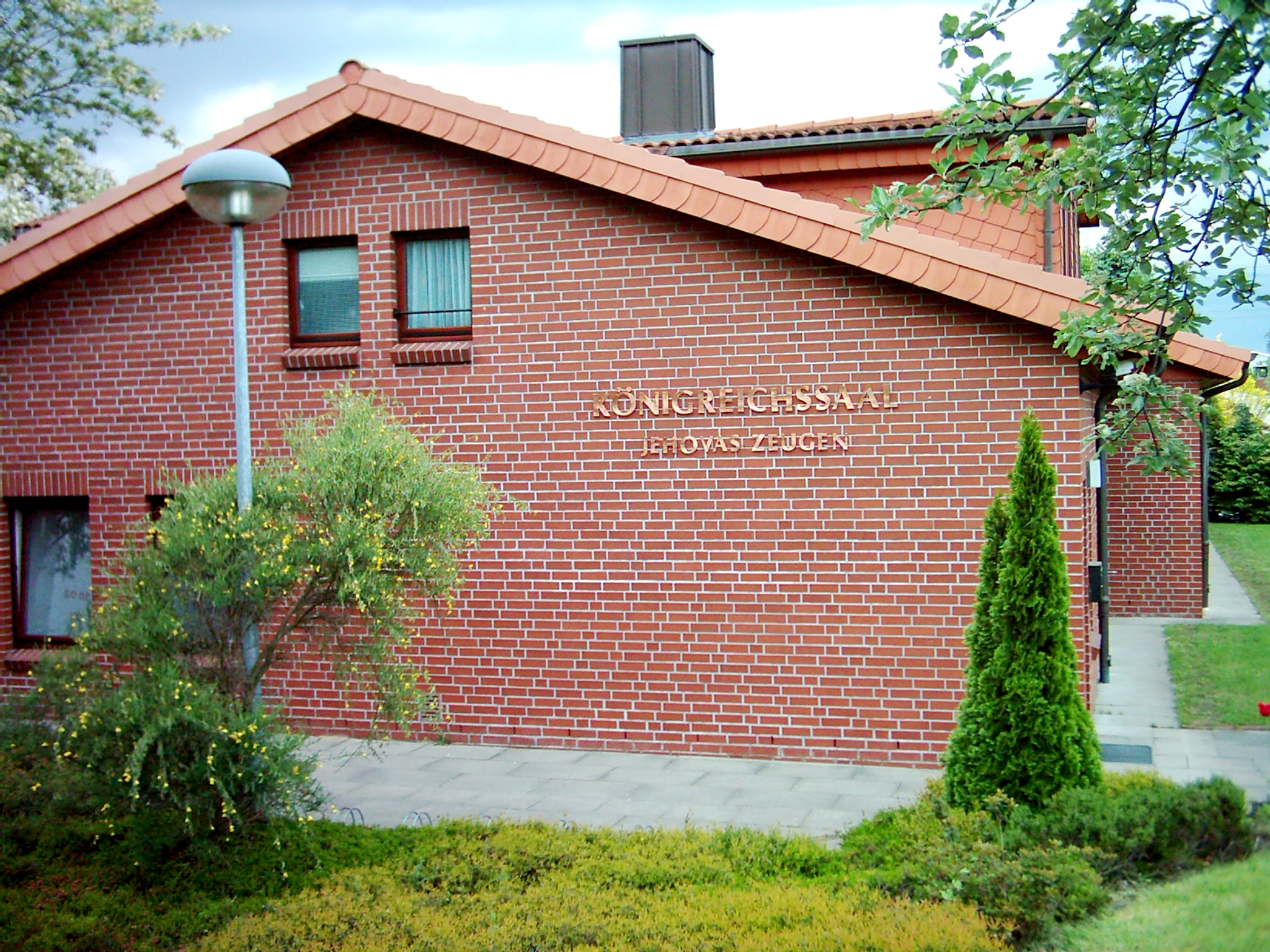
ハンブルク (ドイツ)
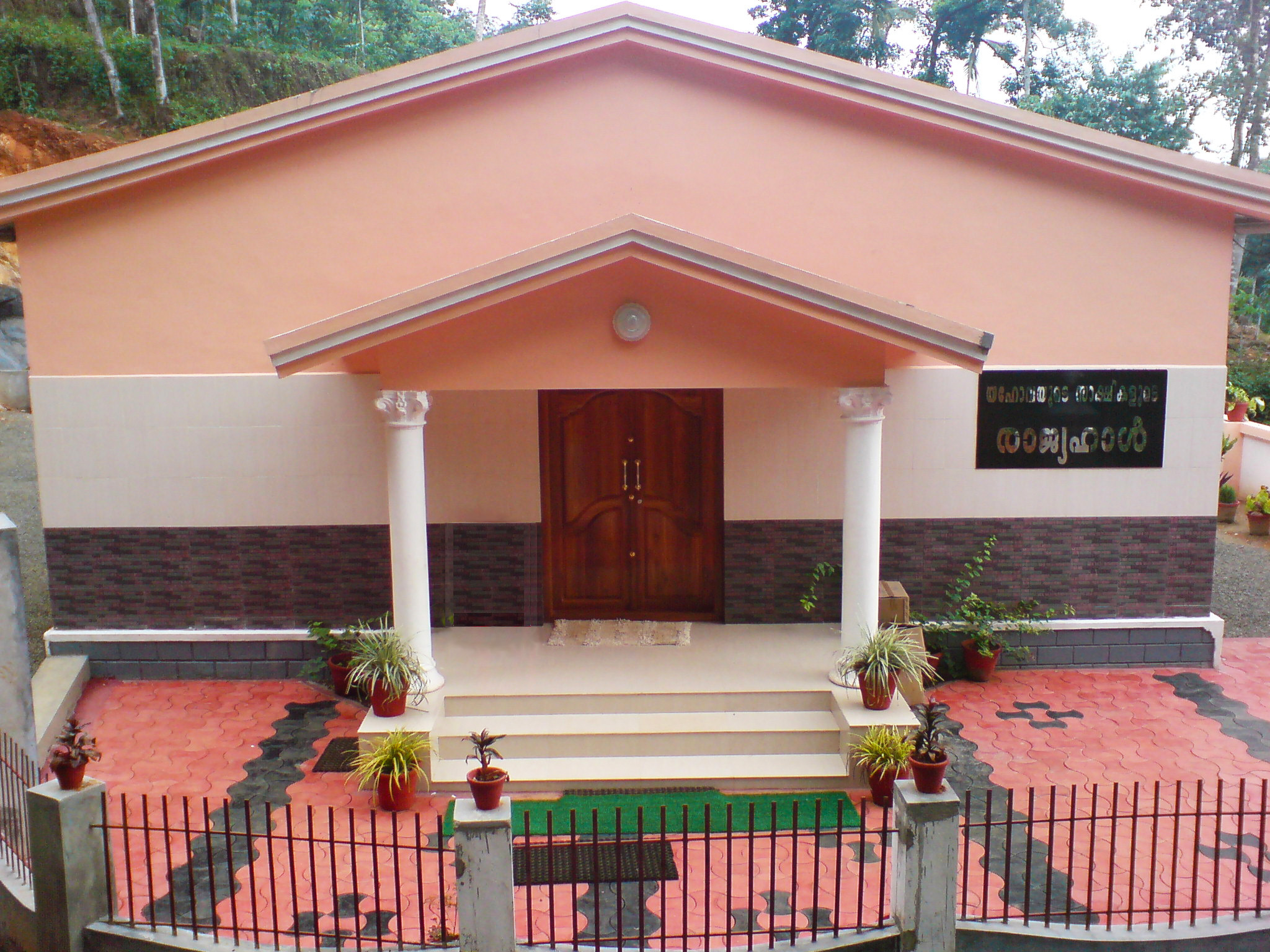
ケララ (インド)
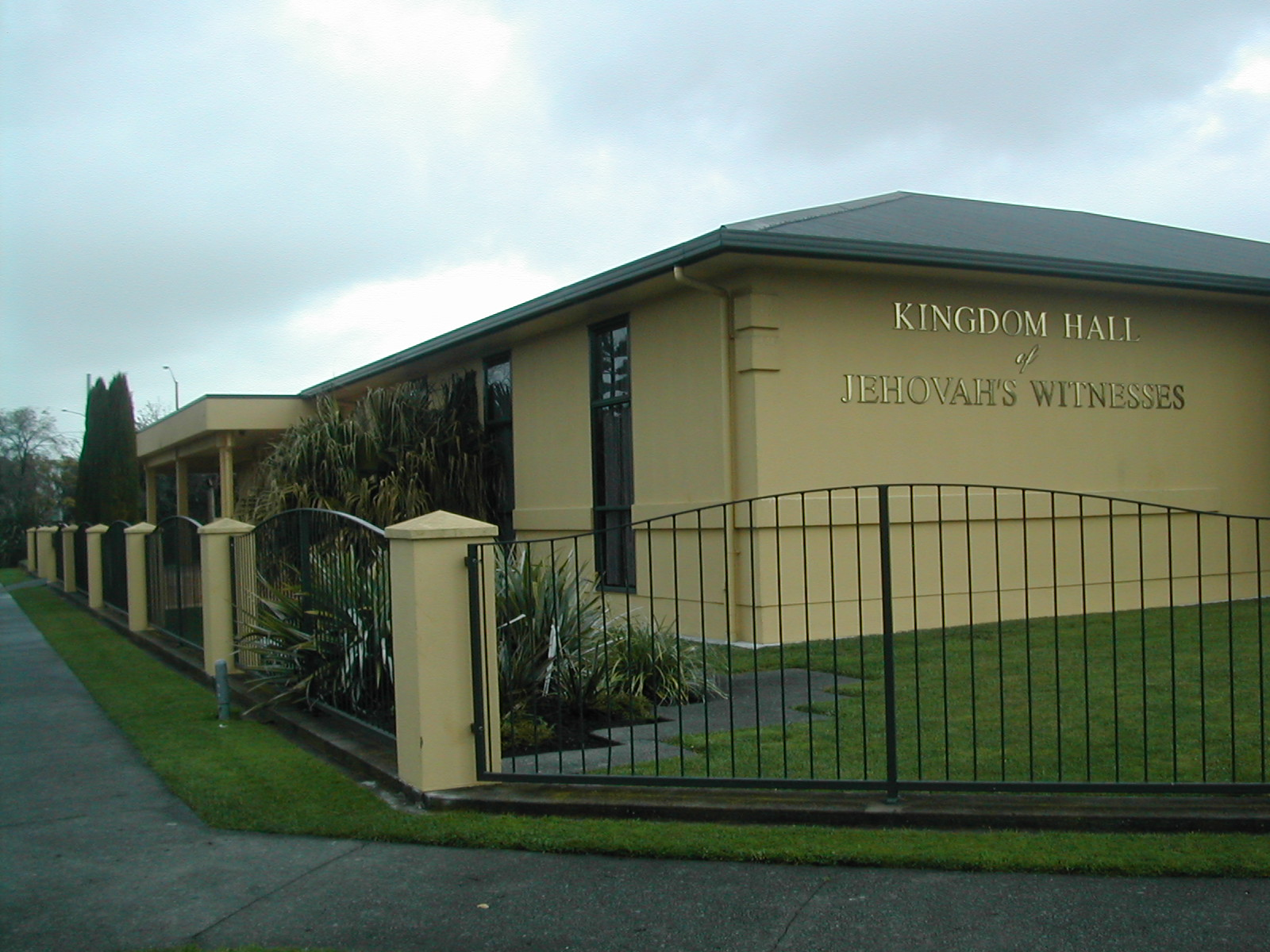
ネーピア (ニュージーランド)
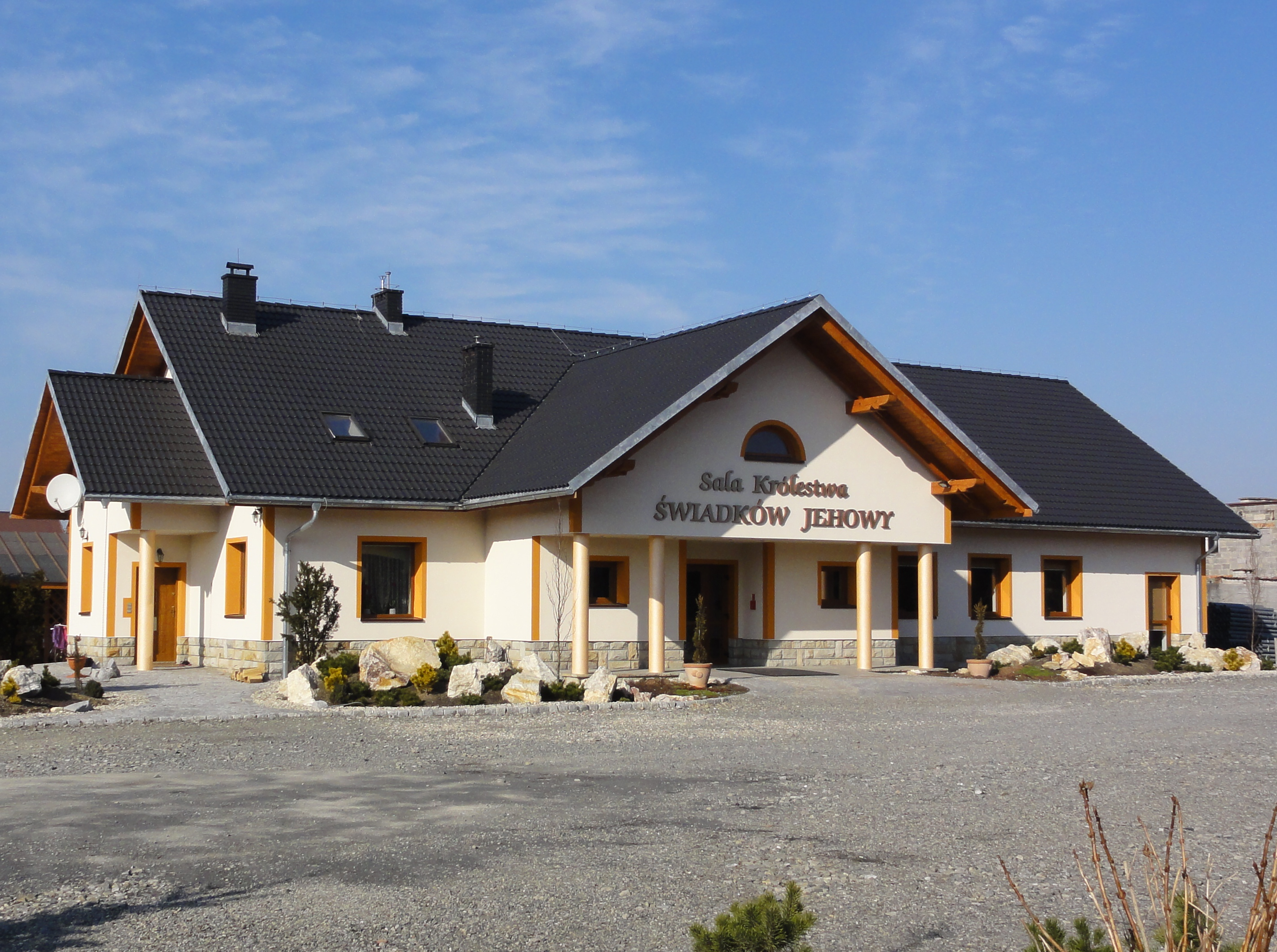
ハルブトビツェ (ポーランド)
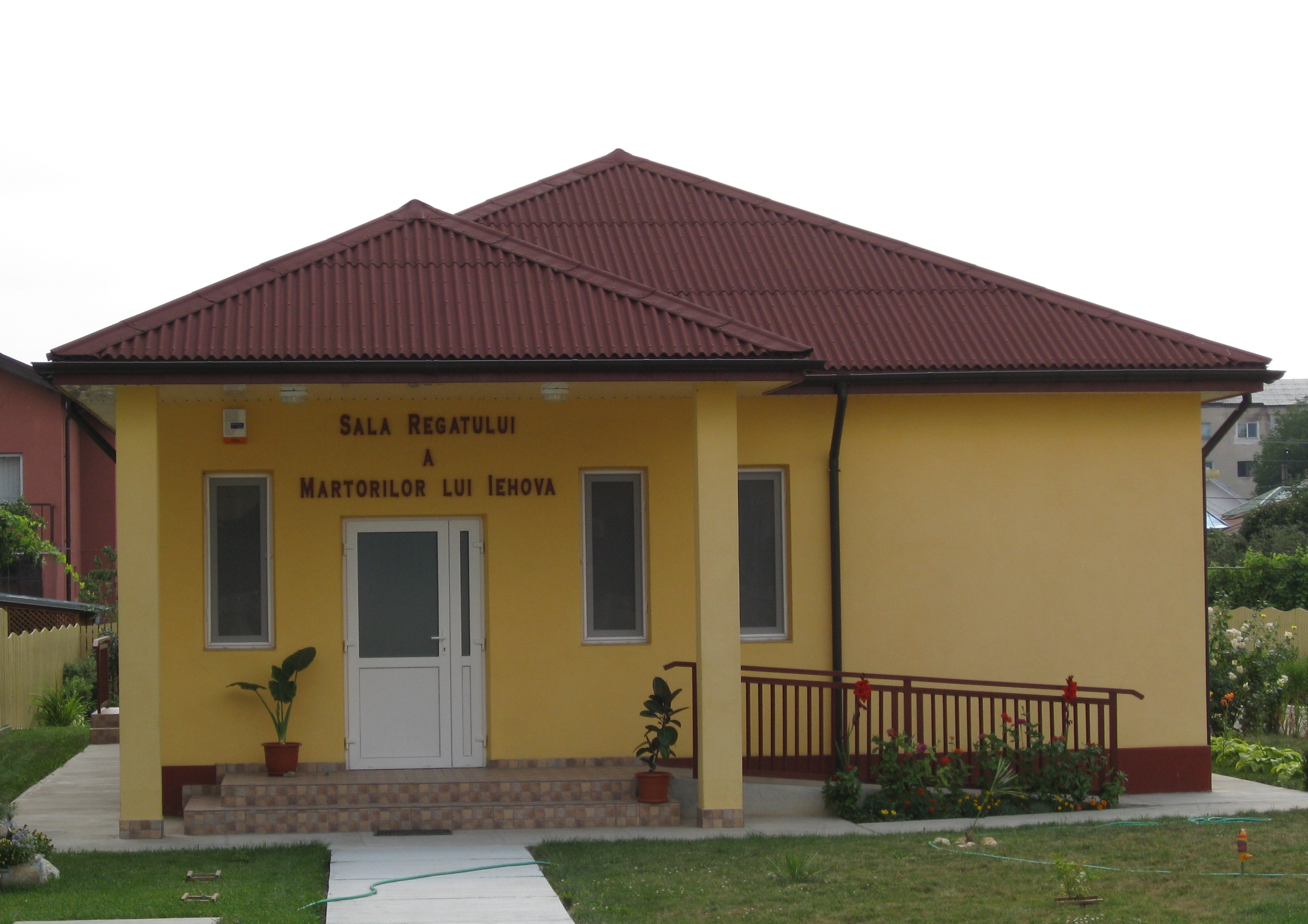
トゥルゴヴィシュテ (ルーマニア)
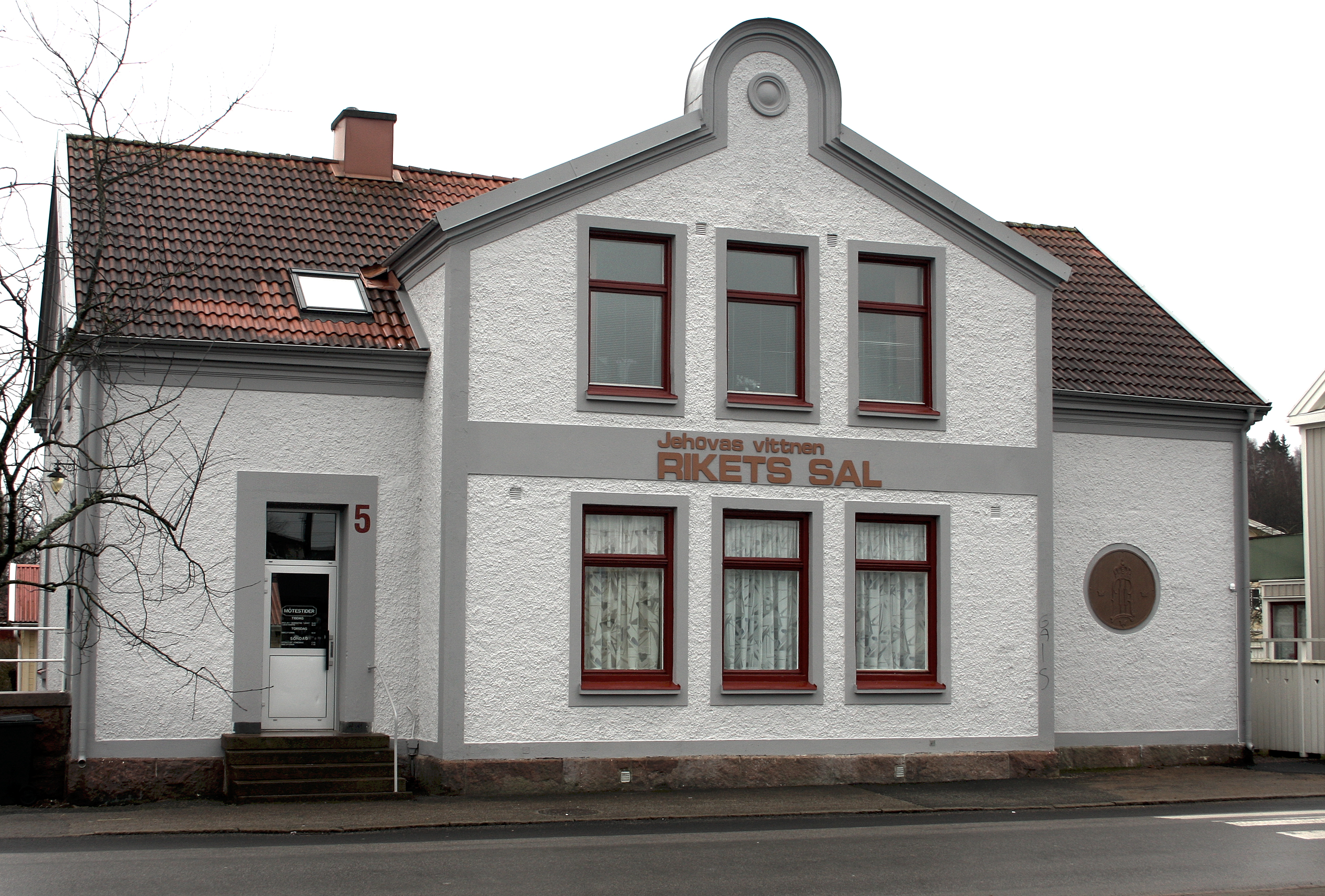
ヴォーゴーダ (スウェーデン)
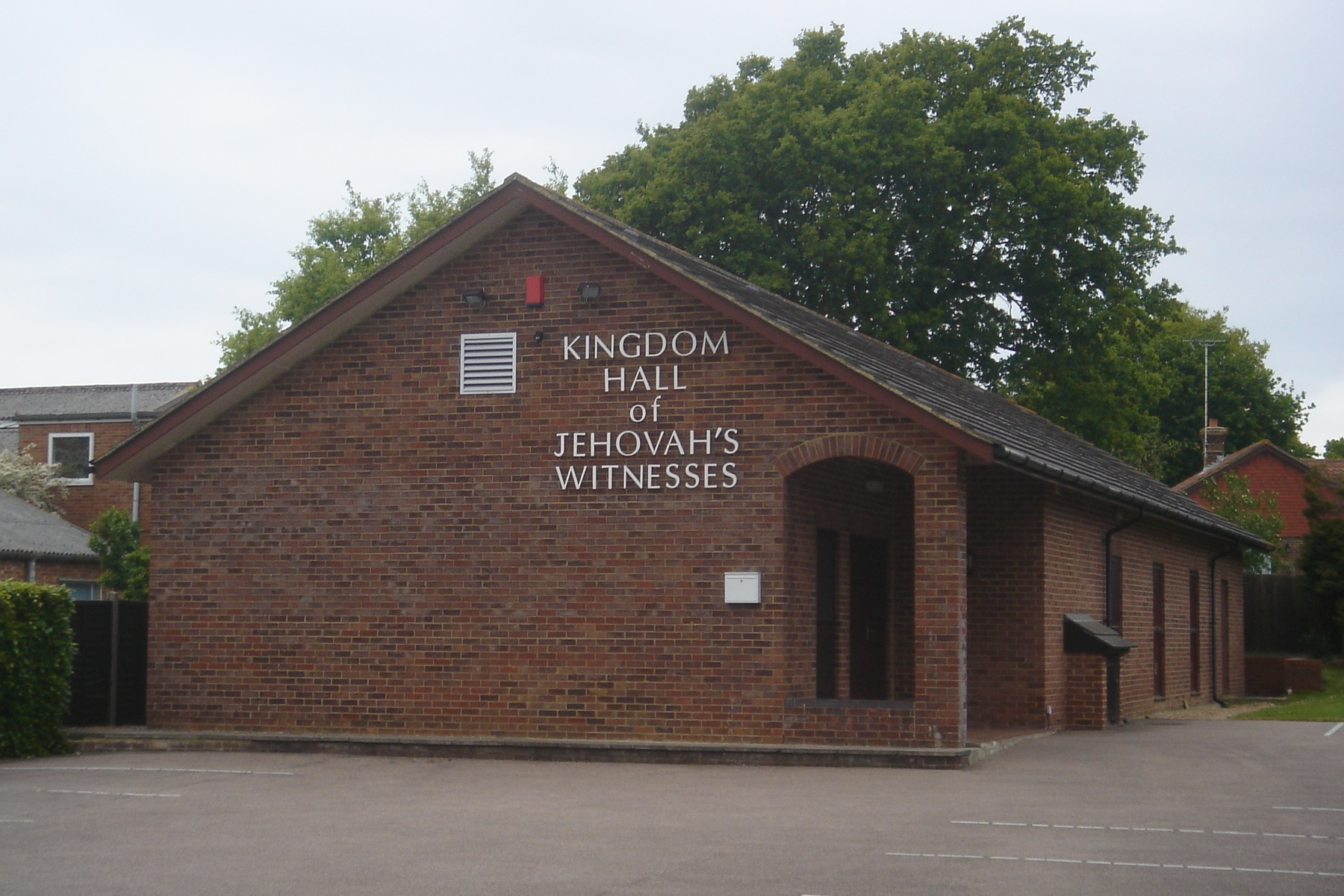
ウェスト・サセックス (イギリス)
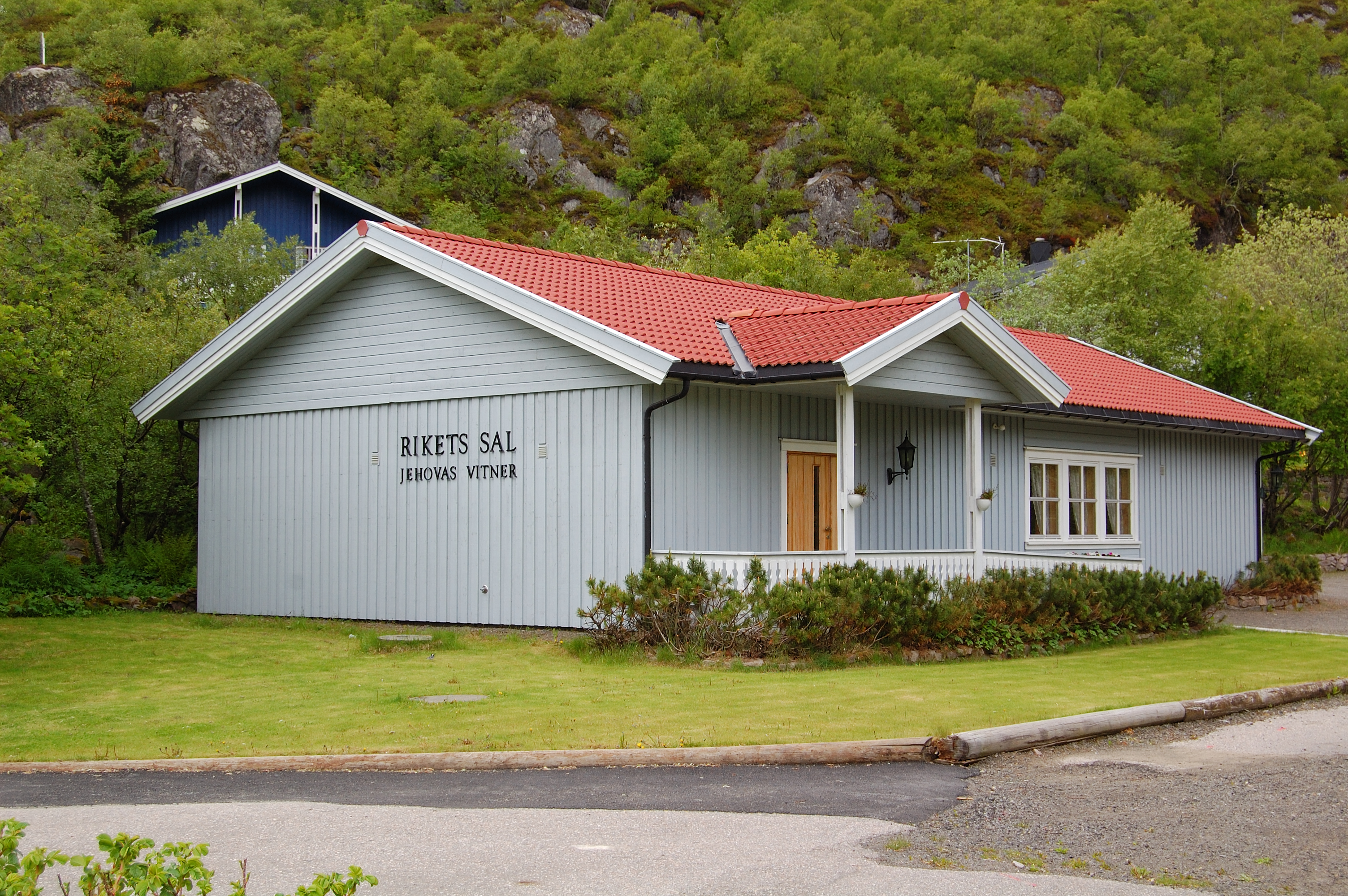
ロフォーテン (ノルウェー)
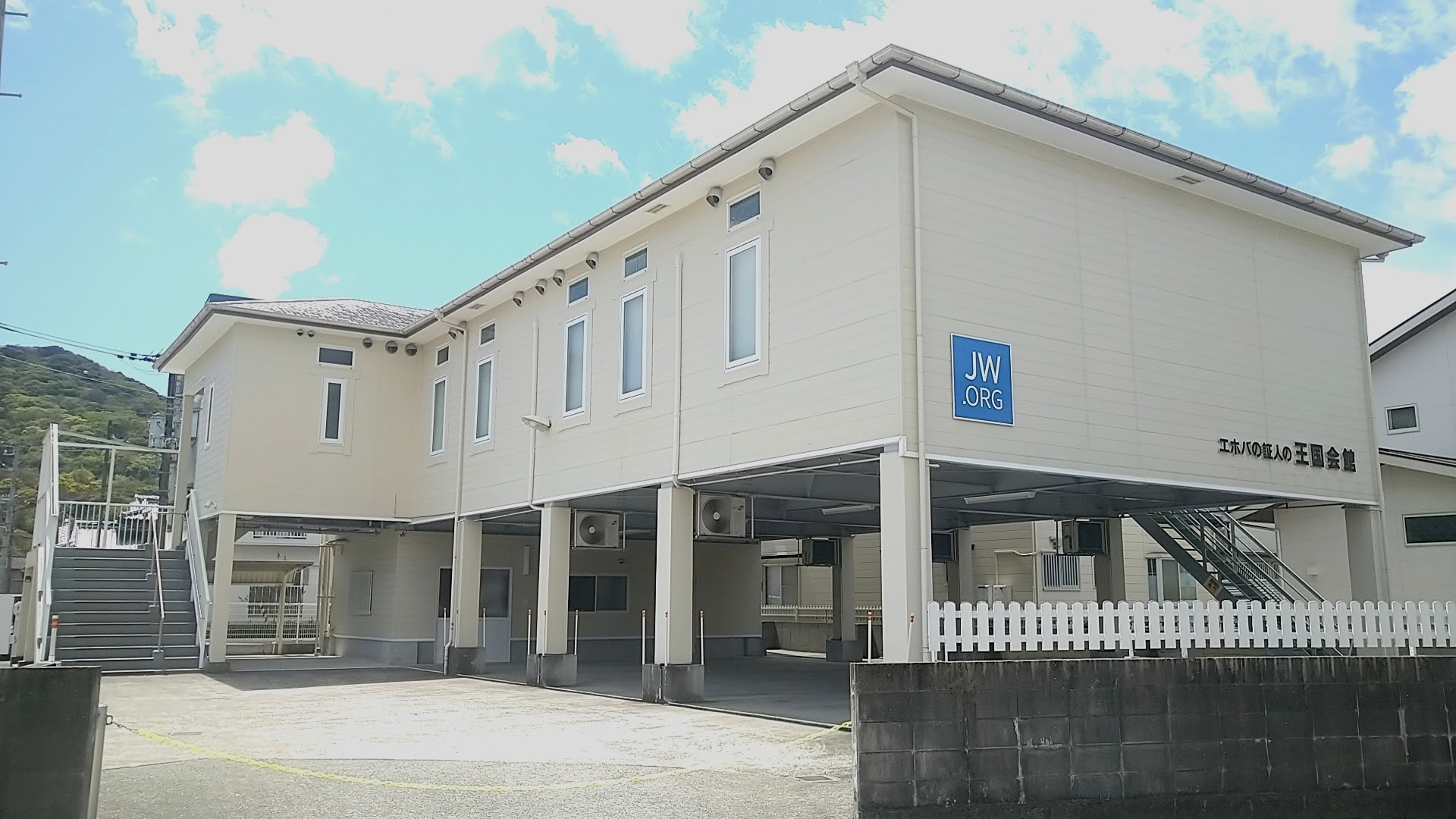
高知市 (日本)

## 参考資料
- 「目ざめよ!」誌 1985年10月22日号 24-27ページ。スタンレー劇場の修復に関する記述
- 『エホバのご意志を行なうための組織』（ものみの塔聖書冊子協会, 2005年）120-123ページ。
- 「王国会館とは何ですか」（「ものみの塔」誌 2010年5月1日号　31ページ、ものみの塔聖書冊子協会）
- 「どうして教会ではなく王国会館と呼ぶのですか」―エホバの証人の公式サイトより